# Monocentrus flavigaster
Monocentrus flavigaster är en insektsart som beskrevs av Peláez 1935. Monocentrus flavigaster ingår i släktet Monocentrus och familjen hornstritar. Inga underarter finns listade i Catalogue of Life.